# Silvester Stodewescher
Silvester Stodewescher OT, auch Sylvester Stodewescher oder Silvester von Riga (* in Thorn; † 12. Juli 1479 in Kokenhusen) war von 1448 bis zu seinem Tod 1479 Erzbischof von Riga.

## Leben
Der aus dem damals preußischen Thorn gebürtige Silvester Stodewescher erwarb den akademischen Grad eines Magister artium. Es ist nicht bekannt, wann er dem Deutschen Orden beitrat. Jedenfalls war er Kaplan und Ordenskanzler des Hochmeisters Konrad von Erlichshausen.
Nach dem Tod des Rigaer Bischofs Henning Scharpenberg 1448 setzte sich der livländische Zweig des Deutschen Ordens für eine Wiederbesetzung mit einem Ordensangehörigen ein, da er bestrebt war, das Erzbistum Riga wieder unter seine Gewalt zu bringen. Durch seine Tätigkeit für den Hochmeister Konrad von Erlichshausen schien der Ordenskanzler Silvester Stodewescher der geeignete Kandidat zu sein. Deshalb setzte sich Konrad von Erlichshausen beim Papst Nikolaus V. für die Ernennung Stodeweschers ein. Um der Angelegenheit Nachdruck zu verleihen, soll der Hochmeister größere Geldsummen nach Rom gespendet haben. Obwohl das Rigaer Domkapitel den Lübecker Bischof Nikolaus II. Sachau für die Nachfolge Scharpenbergs gewählt hatte, gab es seinen anfänglichen Widerstand auf und erkannte, nachdem ihm die bisherigen Privilegien bestätigt wurden, Silvester Stodewescher als Erzbischof an. Da die Domherren gegenüber dem Deutschen Orden frei sein wollten, enthielten die Privilegien auch die Zusicherung, dass das Domkapitel nicht gezwungen werden sollte, die Tracht des Deutschen Ordens zu tragen. Im Widerspruch hierzu, verpflichtete sich kurze Zeit später der neu ernannte Erzbischof Silvester Stodewescher, selbst nie das Ordensgewand abzulegen und auch das Domkapitel hierzu zu verpflichten.
Schon 1451 stimmte der Erzbischof dem Vertrag von Wolmar zu, mit dem die Ordenstracht und die Ordensregel für das Erzstift verpflichtend wurden. Allerdings sollte dem Orden keine Gerichtsbarkeit und kein Visitationsrecht zustehen sowie keine Einflussnahme auf die Ernennung des künftigen Erzbischofs und der Domherren. Trotzdem kam es um die andauernde Frage der Herrschaft über die Stadt Riga schon bald zu Auseinandersetzungen zwischen dem Orden und dem Erzbischof. Sie wurden 1452 mit dem Vertrag von Kirchholm beigelegt, mit dem sich beide Parteien verpflichteten, die Herrschaft über die Stadt Riga gemeinsam auszuüben. Nachdem der Orden jedoch später seine politischen Bemühungen um den Alleinbesitz wieder aufnahm, wandte sich der Erzbischof vehement dagegen. In dem nun offenen Kampf kämpfte er mit allen Mitteln gegen den Orden, schaffte es jedoch nicht, die Ritterschaft des Erzstifts und die Stadt Riga als Verbündete auf seine Seite zu bringen. Da die Stadt Riga von ihm mehrmals getäuscht worden war, verweigerte sie ihm die Unterstützung. Schließlich verbündete er sich mit Schweden, dem er für die Unterstützung einen Teil des Erzstifts in Aussicht stellte. Daraufhin verweigerte ihm auch die Ritterschaft ihr Gefolge, die sich ihm durch die erteilten Privilegien verpflichtet gefühlt hatte. Da der Erzbischof nun lediglich von schwedischen Hilfstruppen unterstützt wurde, gewann der Orden die Obermacht über das Erzstift. Die erzbischöflichen Schlösser wurden eingenommen und der Erzbischof in Kokenhusen gefangen genommen. Dort starb er kurz nach seiner Freilassung am 12. Juli 1479. Sein Leichnam wurde im Chor des Rigaer Doms beigesetzt.